# Vickers Vigilant
Vickers Vigilant була британською керованою по дротах протитанковою ракетою 1960-х епохи MCLOS яка використовувалася британською армією, а також будувалася за ліцензією у США для корпусу морської піхоти США під назвою Clevite.

## Історія
Приватна розробка Vigilant почалася у 1956 компанією Vickers-Armstrongs Guided Weapons Department у Брукленді, Суррей як протитанкової зброї для британської армії. Назва була сформована з перших літер VIsually Guided Infantry Light ANti-Tank (Візуально-керована легка протитанкова ракета).
Vigilant керувалася по дротам і відстежувалася оптично, як і її наступник Swingfire. Для використання у піхоті, її можна було монтувати на бронеавтомобіль Ferret та Land Rovers. Vigilant мало була на озброєнні: Swingfire почала заміняти Vigilant з 1966 року.

## Опис
Ракетна система налічувала багато конфігурацій. Переносна конфігурація складалася з пускової установки, яка складалася у транспортний контейнер, комбінованого прицілу та контролеру, батареї та 63 метрів кабелю. Додатковий Missile Selector Box дозволяв контролювати до 6 ракет. Пусковий контейнер встановлювали на землю у напряму атаки і під'єднували до контролеру прицілу, який можна було розташовувати на деякій дистанції. Контролер прицілу мав пістолетну рукоятку з двома ручками. На передній ручці була пускова скоба, а на задній було розташовано джойстик для керування ракетою. Приціл складався з монокуляру з малим збільшенням (3.2x). Нанесені горизонтальні лінії дозволяли просте визначення дистанції.
Оператор слідкував за ціллю за допомогою прицілу, потім запускав ракету. Поки вона була у польоті, оператор керував нею за допомогою джойстику. Автопілот ракети використовував гіроскоп для вирівнювання траєкторії польоту від пускової точки до цілі, компенсуючи пориви вітру. Коли оператор рухав джойстик, ракета повертала у потрібну сторону, після того як оператор відпускав джойстик коригування відбувалося автоматично. Vigilant було легкою у керуванні і не потребувала серйозної підготовки від оператора. Це було зроблено завдяки методу 'контролю швидкості' Vigilant, який спирався на гіроскопи, на відміну від простого 'контролю прискорення' у подібних ракет інших виробників, таких як Entac або SS.11.
Максимальної дальності  у 1 375 метрів ракета досягала за 12,5 секунд. Під час випробувань, кумулятивна боєголовка пробивала 576 мм броні. У Vigilant було два типи боєголовок: У Британії розробили боєголовку зі складним зондом який розкривався після пуску для досягнення максимального бронепробиття, а у Швейцарії фірма CML розробили тупий ніс з загартованої сталі, який при косому ударі занурювався у броню і обертався для покращення пробиття кумулятивним струменем.

## Оператори

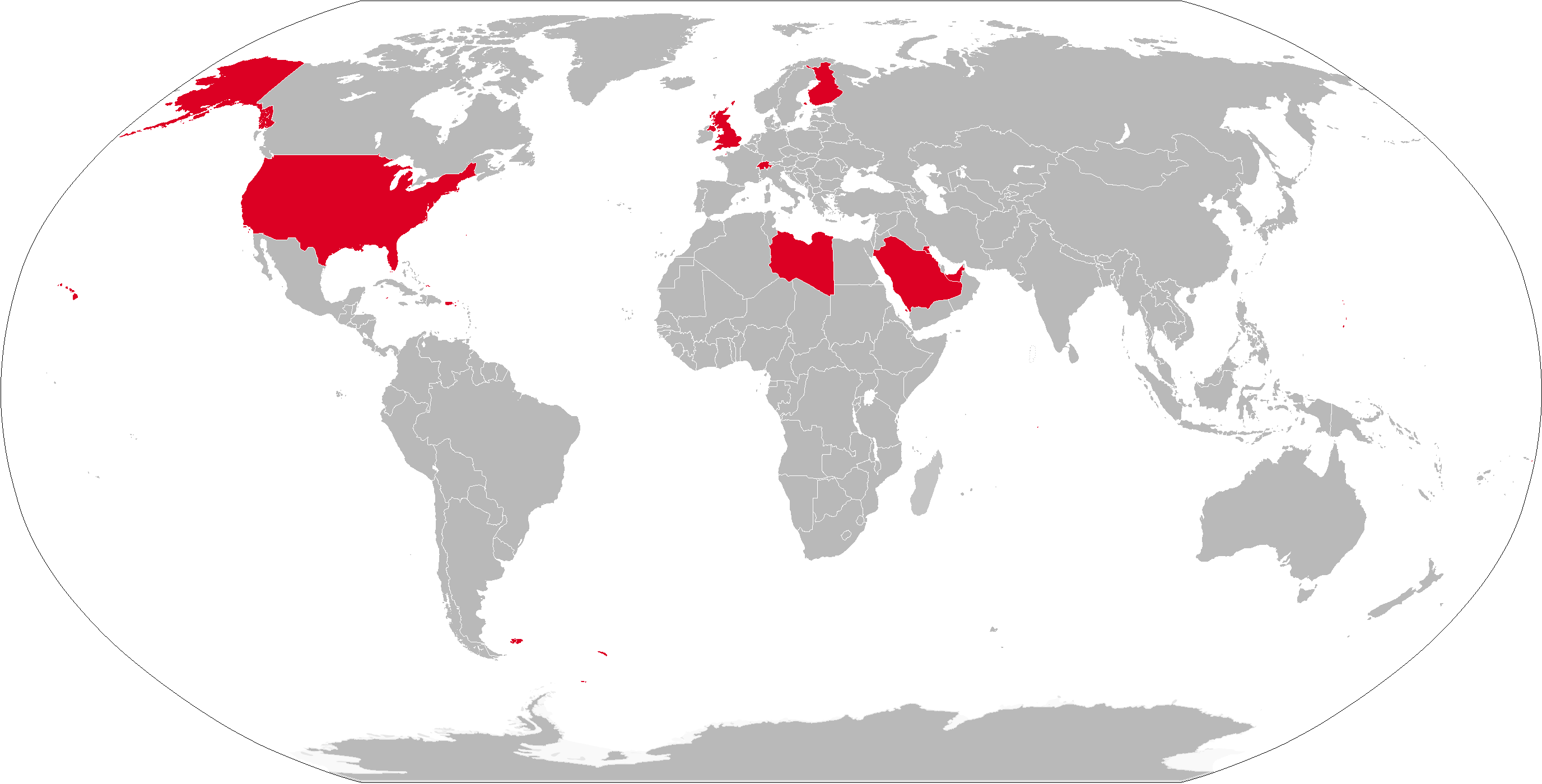
Мапа колишніх операторів ракет Vigilant

### Колишні оператори
Дубай /  ОАЕ
- Сили оборони Абу Дабі
- Армія Об'єднаних Арабських Еміратів

 Фінляндія
Фінська армія
 Кувейт
Кувейтська армія
 Лівія
 Саудівська Аравія
Королівські сухопутній війська Саудівської Аравії
 Швейцарія
 Велика Британія
Британська армія
 США